# Jürgen Abeler
Jürgen Abeler (* 24. November 1933 in Wuppertal; † 24. Juli 2010 ebenda) als Sohn des Georg Abeler in Wuppertal war Kunstsammler, Uhrmachermeister, Goldschmied und Gemmologe.

## Leben und Werk

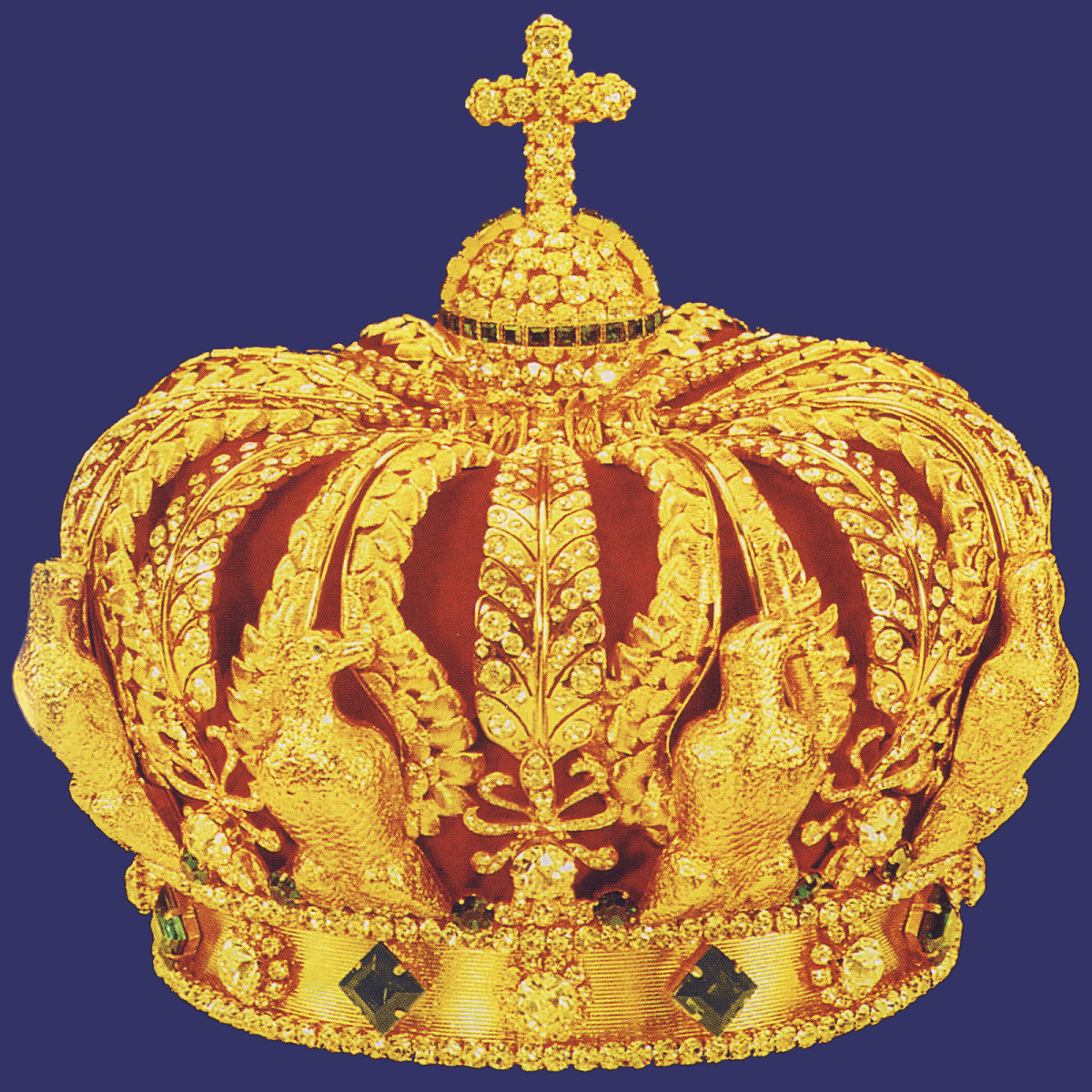
Die Kaiserkrone Napoleons III. Nachbildung aus der Kronen- und Insigniensammlung Abeler, Wuppertal.

Jürgen Abeler entstammte einer Uhrmacher- und Goldschmiedefamilie, aus der in sechs Generationen bisher 26 Uhrmacher und Goldschmiede hervorgegangen sind. Sein Vater war Georg Abeler. Jürgen Abeler unterhielt zusammen mit seiner Frau Gudrun und seinem Sohn und Nachfolger Henrick Abeler in Wuppertal ein traditionsreiches, seit 1840 bestehendes Juwelier- und Uhrenfachgeschäft mit einem der bedeutendsten privaten Museen, dem Wuppertaler Uhrenmuseum, mit ca. 1000 Exponaten sowie weiteren Sammlungen von Kronen und Insignien (160 Objekte), Ringen (600 Objekte), Speisekarten (ca. 25.000 Objekte) und Weinetiketten (ca. 30.000 Objekte). Zusammen bestanden diese Sammlungen aus über 40.000 Exponaten. Das Uhrenmuseum wurde 2016 geschlossen und der größte Teil der Uhrensammlung anschließend versteigert.
Nach Jürgen Abelers Tod übernahm sein Sohn die Firma, 2017 wurde das Geschäft geschlossen und das Unternehmen aufgelöst. Laut Mitteilung der Familie war einerseits die veränderte Situation im Uhren- und Juwelengewerbe ein Grund, andererseits fehlte eine mögliche Nachfolge innerhalb der Familie. Etwa ein Jahr später eröffnete die Familie jedoch an anderer Stelle ein kleineres Juweliergeschäft, das sich auf hochpreisige Uhren und Schmuckwaren beschränkt, aber die Familientradition weiterführen möchte. Allerdings fehlt auf der firmeneigenen Webseite jeder Hinweis auf die fast 200-jährige geschäftliche Tradition der Familie Abeler in Elberfeld.
Jürgen Abeler war neben seiner beruflichen Tätigkeit Mitglied im Polizeibeirat und arbeitete im Presse- und Werbeausschuss der Stadt Wuppertal sowie im Kirchenvorstand von St. Marien Elberfeld mit. Er war Mitorganisator des Toleranzordens und Förderer des Wuppertaler Zoologischen Gartens und seit vielen Jahren Mitglied im Komitee gegen Vogelmord. Jürgen Abeler gehörte bereits seit 1986 der Vollversammlung der Industrie- und Handelskammer Wuppertal-Solingen-Remscheid an und hatte sich seither in unterschiedlichen Kammergremien engagiert. Daneben war er über viele Jahre hinweg in zahlreichen verschiedenen Organisationen und Verbänden ehrenamtlich tätig. Für seinen beispielhaften Einsatz wurde er im Jahr 1998 mit dem Verdienstkreuz 1. Klasse des Verdienstordens der Bundesrepublik Deutschland und am 27. Mai 2002 mit dem Ehrenring der Stadt Wuppertal ausgezeichnet, der an Persönlichkeiten verliehen werden kann, die sich um das Wohl der Stadt in besonderer Weise verdient gemacht haben. Er war Träger des päpstlichen Ordens Pro Ecclesia et Pontifice.

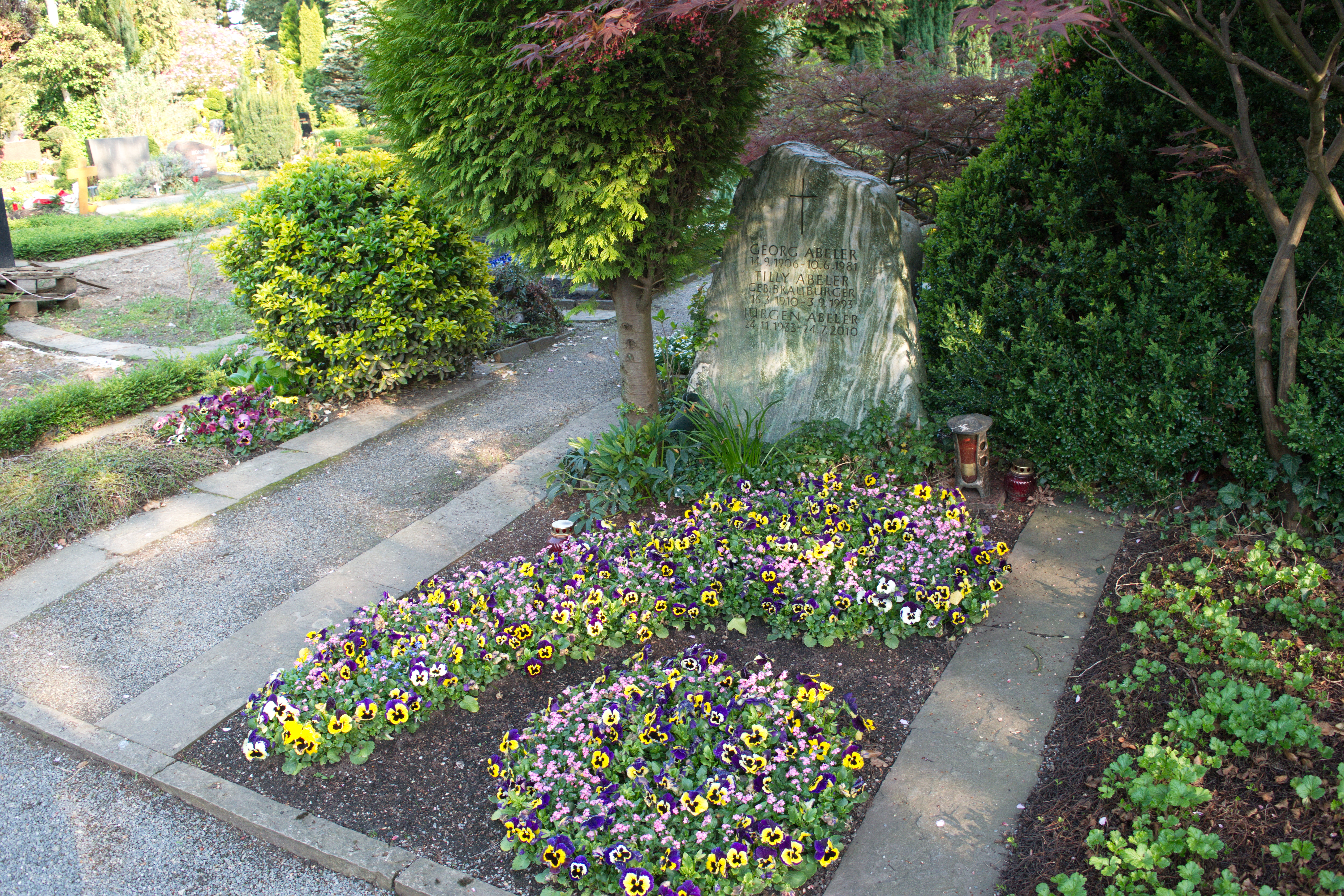
Grabstätte Abelers

Jürgen Abeler war Autor mehrerer Fachbücher. In drei Bänden hat er die verzweigte Familiengeschichte der Uhrmacher-Dynastie Abeler dokumentiert und hat mehrere Fachbücher über Uhren verfasst, darunter auch eine Arbeit über Bergische Standuhren, eine Besonderheit der Region, wofür er 160 Hersteller im Umkreis von Wuppertal ermittelte. Auch die Erfindung der Sommerzeit hat Jürgen Abeler in eigenen Aufsätzen dargelegt. Erwähnenswert sind auch das Ullstein Uhrenbuch und das Standardwerk Meister der Uhrmacherkunst, in dem 14.000 Uhrmacher aus dem deutschen Sprachgebiet aufgelistet sind. Im Februar 2010 erschien die überarbeitete Auflage dieses Werkes. Abeler verfasste außerdem die Werke Kronen: Herrschaftszeichen der Welt (7 Auflagen), welche die umfangreiche Sammlung an selbst angefertigten Kopien von Kronen und Herrschaftszeichen aus aller Welt dokumentieren, sowie die Schriften Vom Siegelring zum Liebesring und In Sachen Peter Henlein.
Jürgen Abeler starb am 24. Juli 2010 nach langer schwerer Krankheit. Er war seit 1959 verheiratet mit Gudrun Abeler (* 1939) und hatte fünf Kinder.

## Veröffentlichungen (Auswahl)
- Das Wuppertaler Uhrenmuseum (= Kulturgeschichtliche Museen in Deutschland. Bd. 12). Walter de Gruyter, Berlin 1971, ISBN 3-11-002469-1.
- Kronen. Herrschaftszeichen der Welt. Fotografie: Vok Dams. Econ,  Düsseldorf/Wien 1972, ISBN 3-430-11002-5.
- Ullstein-Uhrenbuch: eine Kulturgeschichte d. Zeitmessung, mit Zeichnungen von Dieter Messerschmidt. Ullstein, Berlin/Frankfurt am Main/Wien 1975, ISBN 3-550-17462-4.
- Meister der Uhrmacherkunst. Über 14.000 Uhrmacher aus dem deutschen Sprachgebiet mit Lebens- oder Wirkungsdaten und dem Verzeichnis ihrer, dem Autor bekannten Werke. Wuppertaler Uhrenmuseum, Wuppertal 1977; 2. Auflage 2010, ISBN 978-3-00-030830-7.
- 5000 Jahre Zeitmessung. Dargestellt an den Uhren des Wuppertaler Uhrenmuseums und der J. u. G. Abeler Wanderausstellung. Wuppertaler Uhrenmuseum, Wuppertal 1968; 2. erweiterte Auflage 1978.
- In Sachen Peter Henlein. Selbstverlag Jürgen Abeler, Wuppertal 1980.
- In Sachen Peter Henlein. In: Schmuck & Uhren. Unabhängige Fachzeitschrift für Handel und Industrie der Schmuck-, Uhren- und Silberwarenbranche. 1981, Nr. 1, S. 16–24, Nr. 2, S. 32–46, Nr. 3, S. 20–30, und Nr. 4, S. 31–36.
- Das Wuppertaler Uhrenmuseum (= Kleine Kunstführer. Nr. 1411). Schnell & Steiner, München/Zürich 1983.
- Zeit-Zeichen. Die tragbare Uhr von Henlein bis heute. Harenberg Kommunikation, Dortmund 1983, ISBN 3-88379-362-0.